# Friedrich Ludwig Karl Finck von Finckenstein
Friedrich Ludwig Karl, Graf Finck von Finckenstein (* 18. Februar 1745 in Stockholm; † 18. April 1818 in Madlitz bei Lebus) war preußischer Regierungspräsident.

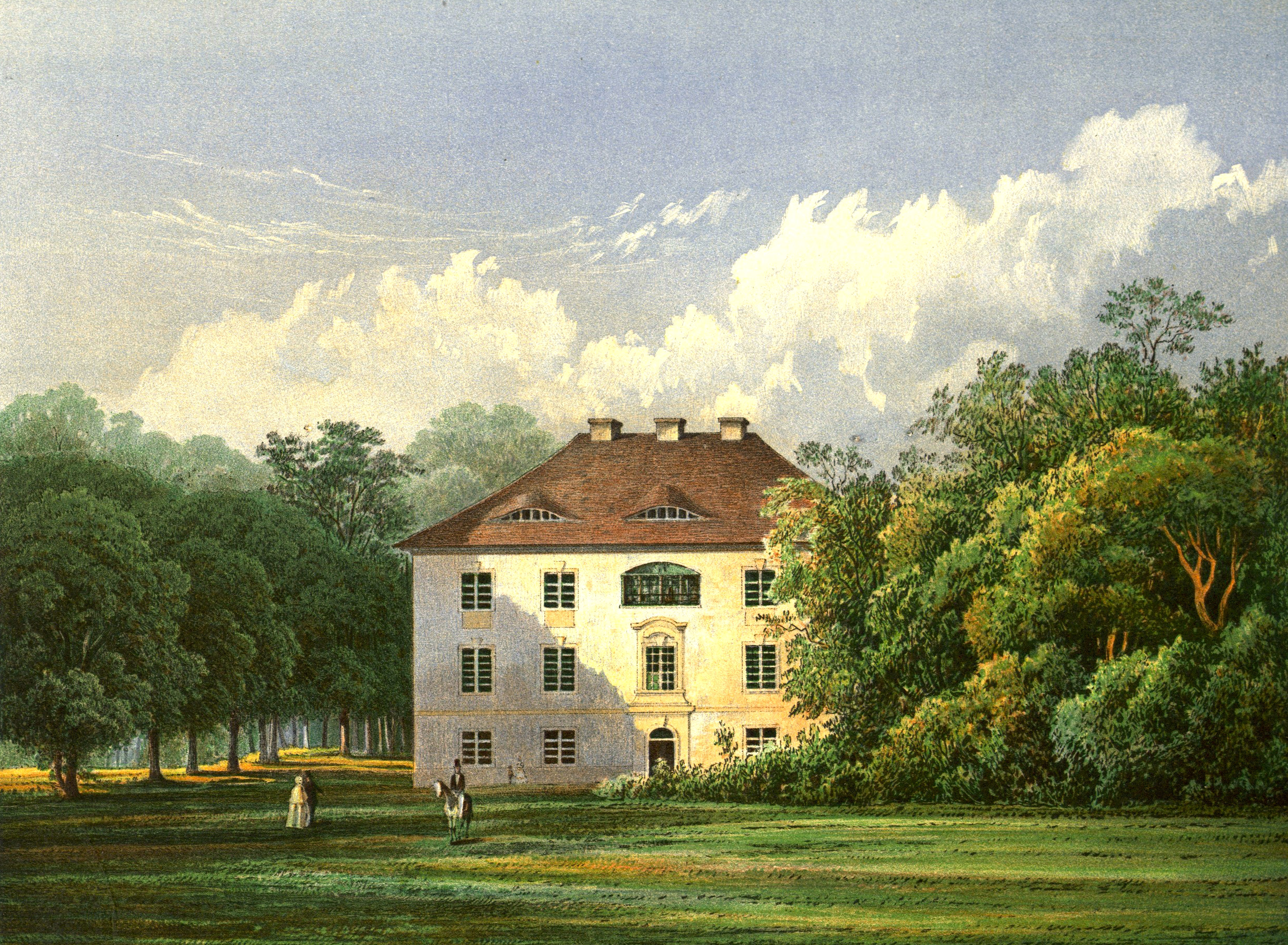
Schloss Alt Madlitz, um 1858/58, Sammlung Alexander Duncker

Friedrich Ludwig Karl entstammte dem Geschlecht Finck von Finckenstein, er war ein Sohn des Karl Wilhelm von Finckenstein. Im Jahr 1779 wurde er als Regierungspräsident in Küstrin des Arnoldschen Prozesses wegen von Friedrich II. abgesetzt. Daraufhin widmete er sich der Bewirtschaftung seiner Güter sowie literarischen Studien. Den Hardenbergschen Reformen widersetzte er sich zusammen mit Friedrich August Ludwig von der Marwitz und wurde deswegen 1811 mehrere Wochen zu Spandau in Haft gehalten.

## Familie
Er war mit Albertine von Schönburg-Glauchau (* 6. Juni 1748; † 21. März 1810) verheiratet. Sie war die Enkelin von Karl Friedrich Albrecht von Brandenburg-Schwedt. Das Paar hatte folgende Kinder:
- Albertine (* 11. August 1771; † 17. November 1771)
- Karl Friedrich Albrecht (* 17. Dezember 1772; † 29. August 1811) ⚭ Rosa Marquesa de Mello e Carvalho (* 1778; † 16. März 1841) (zeitweise verlobt mit Rahel Varnhagen)
- Henriette (* 1. Juli 1774; † 3. November 1847) seit 1803 mit Ludwig Tieck liiert
- Karoline (* 30. Januar 1776; † 8. Februar 1832)

- Wilhelm (* 26. September 1777; † 27. Januar 1843) Regierungspräsident Frankfurt a.O ⚭ 7. November 1805 in Wien mit Freiin Maria Regina von Matt (* 28. Oktober 1786; † 7. Juli 1855)[1]
- Luise Barnime (* 21. April 1779; † 10. September 1812) ⚭ 21. Juli 1809 Wilhelm von Schütz († 9. August 1847)
- Alexander (* 19. Oktober 1780; † 21. Januar 1863)

⚭ 18. April 1813 Freiin Wilhelmine von Matt (* 13. Juli 1789; † 11. Februar 1814)
⚭ 18. Juni 1820 Angelika von Zychlinski (* 26. September 1796; † 16. Oktober 1861), Eltern von Karl Finck von Finckenstein
- Heinrich (* 14. Juni 1782; † 18. November 1868) ⚭ 7. April 1812 in Havelberg Gräfin Amalie von Voss-Buch (* 17. März 1787; † 13. November 1861)
- Friederike Amalie Ernestine (* 24. Juli 1784; † 5. Januar 1814) ⚭ 21. Juni 1806 August Wilhelm von Schierstaedt (* 4. Oktober 1781; † 13. April 1827), Sohn des Generals August Ludwig von Schierstedt
- Albertine Ulrike Luise (* 22. Juli 1786; † 24. Juli 1862)

⚭ 17. Juli 1814 August Wilhelm von Schierstaedt (* 4. Oktober 1781; † 13. April 1827), Sohn des Generals August Ludwig von Schierstedt
⚭ 14. August 1830 Otto Karl Philipp von Voss (* 31. August 1794; † 10. November 1836), Sohn von Otto von Voß
- Friedrich Wilhelm Ernst (* 22. Februar 1788; † 30. September 1788)
- Wilhelmine (* 16. April 1790; † 4. April 1791)
- Karoline (* 7. April 1793; † 9. Januar 1877) ⚭ 29. Januar 1822 Graf Ferdinand August Hans Friedrich von Voß-Buch (* 17. Oktober 1788; † 1. Juli 1871), General der Infanterie

## Schriften
- Friedrich Ludwig Karl Finck von Finckenstein: Arethusa oder die bukolis[c]hen Dichter des Alterthums. Erster Theil. Berlin 1789. Digitalisat. 2. Aufl.: Arethusa oder die bukolischen Dichter des Alterthums. Erster Theil. Berlin 1806. Digitalisat. Arethusa oder die bukolischen Dichter des Alterthums. Zweyter Theil. Berlin 1810. Digitalisat.
- Friedrich Ludwig Karl Finck von Finckenstein, Clemens A. Wimmer (Hrsg.): Der Frühlingstag im Garten (1811/12). In: Mitteilungen der Pückler-Gesellschaft Neue Folge. 12 (1997), S. 66–112.
- Friedrich Ludwig Karl Finck von Finckenstein: Madlitzer Konvolut II : Beschreibung meiner Gartenanlage. In: Mitteilungen der Pückler-Gesellschaft. Band 13, 1998, S. 109–155.